# 天與地 (日本電影)
《天與地》（日语： Ten to chi to）為1990年上映的日本古裝战争電影。根据海音寺潮五郎的同名长篇历史小说改编，描述16世纪的日本战国名将上杉谦信与武田信玄之间的爭戰。导演为角川春树，主演者包括榎木孝明、津川雅彦以及浅野温子等人。
本片是1990年日本最卖座的电影，票房收入高达55亿3千万日元。

## 故事介绍
1548年，处于战国乱世的日本的越后地区，信奉佛教的长尾景虎（后改名为上杉谦信）起兵消灭了不理政务的兄长长尾晴景，成为该地区的领袖，于是被尊称为「越后之龍」。甲斐的武田晴信（即后来的武田信玄），不满足自己所拥有的贫瘠而狭小的领土，为了扩大地盘而率军北上，进攻土地肥沃的奥信浓，而越后就在奥信浓的北边。为了避免被势力渐大的武田所吞灭，景虎在群臣的建议下决定对武田动武。经过多次较量后，最终于1561年秋天，双方各率领1万多大军在川中岛展开大战……

## 製作群
- 原作：海音寺潮五郎
- 製作人：角川春樹、大橋渡
- 製片：岡田裕
- 編劇：鎌田敏夫、吉原勲、角川春樹
- 監製、導演：角川春樹
- 配樂：小室哲哉
- 攝影：前田米造
- 攝影指導補：高瀬比呂志
- 剪輯：鈴木晄
- 美術指導：徳田博
- 燈光：矢部一男
- 錄音：瀬川徹夫
- 助理導演：薬師寺光幸
- 合成：デン・フィルムエフェクト
- 殺陣：久世浩
- 題字：金田石城
- クレジットタイトル音楽：宮下富実夫
- 攝影棚：にっかつ撮影所、大映撮影所
- 音樂錄音：日向大介、鈴木健雄
- シンクラヴィア：DSDゆりーか
- 沖片：IMAGICA
- 製作：角川春樹事務所、日本テレビ放送網、東京放送（TBS）

## 演员表
- 上杉謙信 - 榎木孝明
- 武田信玄 - 津川雅彦
- 乃美 - 浅野温子
- 八重 - 財前直見
- 太郎義信 - 野村宏伸
- 典厩信繁 - 石田太郎
- 柿崎景家 - 伊藤敏八
- 直江実綱 - 浜田晃
- 大熊朝秀 - 成瀬正孝
- 北条高廣 ‐ 南雲佑介
- 村上義清 - 大林丈史
- 鬼小島弥太郎 - 須藤正裕
- 高坂弾正 - 沖田浩之
- 飯富虎昌 - 室田日出男
- 山本勘介 - 夏八木勲
- 宇佐美定行 - 渡瀬恒彦
- 奈弥辰蔵 - 野崎海太郎
- 戸倉弥八郎 - 五島拓弥
- 初狩野源五郎 ‐ 山田明郷
- 昭田常陸介 - 伊武雅刀
- 秋山源蔵 - 貞永敏
- 橘屋又三郎 - 大滝秀治
- 昭田之妻 - 風祭ゆき
- 勅使 - 風間杜夫
- 侍女 - 岸田今日子
- 旁白 - 西村知道

## 制作
本片耗资20多亿日元，摄制组远赴加拿大拍摄外景，流行乐坛巨匠小室哲哉负责配乐。由于场面浩大、服装布景精美等特点，对于日本以外的观众也具有比较高的吸引力。